# Комиссия кнессета по правам ребёнка
Комиссия кнессета по правам ребёнка (ивр. הוועדה לזכויות הילד‎ — ха-ваада́ ли-зхуйо́т ха-йе́лед) — особая комиссия кнессета, занимающаяся вопросами защиты прав детей.

## Информация о комиссии
Согласно информации, размещённой на сайте кнессета, данная комиссия занимается вопросами защиты детей и продвижением статуса детей и подростков, с целью соблюсти их права согласно международной конвенции о правах ребёнка. Понятие защиты детей включает реализацию принципа блага ребёнка, предотвращение дискриминации, право на развитие в достойных условиях и право ребёнка и подростка высказать своё мнение и участвовать в решении вопросов, касающихся его интересов.
Комиссия была создана в 1999 году во время каденции кнессета 15-го созыва, первым председателем комиссии стала Тамар Гужански.

## Председатели комиссии
- Тамар Гужански (кнессет 15-го созыва)
- Михаэль Малькиор (кнессет 16-го созыва)
- Ран Коэн (кнессет 16-го созыва)
- Шели Яхимович (кнессет 17-го созыва)
- Надия Хилу (кнессет 17-го созыва)
- Дани Данон (кнессет 18-го созыва)
- Звулун Орлев (кнессет 18-го созыва)
- Орли Леви-Абекаси (кнессет 18-го созыва, кнессет 19-го созыва)
- Ифат Шаша-Битон (кнессет 20-го созыва)
- Юсеф Джабарин (кнессет 23-го созыва)
- Михаль Шир (кнессет 24-го созыва)